# Settimello
Settimello è una frazione del comune italiano di Calenzano, nella città metropolitana di Firenze, in Toscana.
Si trova nella fascia meridionale del territorio calenzanese, ai piedi del Monte Morello, e prende il suo nome dalla posizione, a sette miglia romane dall'antica Florentia.

## Monumenti e luoghi d'interesse
A Settimello sono situate la chiesa di Santa Lucia (XIII secolo), la seicentesca Villa Gamba e il Parco del Neto.

## Economia
La zona di Settimello vide la prima industrializzazione del comune di Calenzano, prima con un cementificio e poi con numerose attività di vario genere, soprattutto del ramo tessile, per il fatto di essere compresa nelle aree previste dalla legge 635 del 29 luglio 1957, nelle quali erano previste esenzioni di tasse per le aziende che vi nascevano o vi si trasferivano.
Progressivamente la zona industriale di Settimello si è unita alle altre del comune di Calenzano e a quelle dei vicini comuni di Sesto Fiorentino e Campi Bisenzio, diventando così parte del cuore industriale della Piana.